# Thomashuxleya
Thomashuxleya és un gènere extint de mamífer placentari de l'ordre Notoungulata, subordre Toxodonta que va viure durant l'Eocè (fa 54-38 milions d'anys). Va rebre el nom del famós biòleg de segle xix Thomas Huxley.

## Característiques
El Thomashuxleya, de 1,30 m, era un animal poc especialitzat, sent difícil situar-lo en un nínxol ecològic. Tenia un gran crani, amb 44 dents en les mandíbules. Els seus ullals eren grans i probablement els utilitzés per excavar la terra i alimentar-se d'arrels. Les seves extremitats fortes i llargues suggereixen que havia de ser un animal bastant veloç. Les seves restes fossilitzades s'han trobat a l'Argentina.
Existeix un esquelet gairebé complet d'aquesta espècie que es troba en l'exposició del Museu Americà d'Història Natural de Nova York, que va ser trobat durant les expedicions "Scarrit" que el mateix museu va organitzar a Patagònia, Argentina, i que van ser liderades pel paleontòleg George Gaylord Simpson.